# 彭查格·扎斯莱
彭查格·扎斯莱（1933年11月26日—2007年10月25日）蒙古族，蒙古戈壁阿尔泰省布嘎特县人，蒙古政治人物。

## 生平

### 早年生涯
1933年，扎斯莱生于戈壁阿尔泰省布嘎特县。1950年，他从戈壁阿尔泰省Tonkhil县高中毕业。此后，他曾在1950年至1956年担任教育督察。在此期间，他于1951年加入了蒙古人民革命党。 1961年，他毕业于莫斯科经济高等学校，获得农业经济学位。从1970年到1975年间，他曾担任国家价格委员会主席。 1973年，他被选为大人民呼拉尔代表，此后他从1973年至1986年又连续三次当选。从1976年到1978年，他担任蒙古人民革命党中央委员会规划及财政部部长。1978年，他成为国家计委第一副主席，并在1984年被任命为部长会议副主席。 1988年，他成为部长会议第一副主席。 1989年，他成为蒙古人民革命党中央委员会政治局候补委员。
1980年代中期，扎斯莱成为蒙古最早倡导自由市场经济的改革家之一。
1990年，当蒙古人民革命党放弃一党专政之后，扎斯莱辞去了在政府及党内的职务，成为蒙古生产及服务合作社联合会会长。在任期间，他多次到外国访问，为蒙古经济的发展建立了重要的对外联系。

### 总理生涯
1992年6月28日，扎斯莱代表乌兰巴托26选区当选为蒙古国家大呼拉尔成员。1992年7月20日，在国家大呼拉尔第一次会议上，他被任命为蒙古国总理。在选举前，扎斯莱告诉国家大呼拉尔成员，他“不是一个政治家，而是一个简单的经济学家”，并承诺，如果当选，他将努力推动蒙古的经济发展和民主。
1993年6月，扎斯莱访问美国，并与政府代表会面，还参加了一个经济研讨会。他还会见了世界银行和国际货币基金组织代表，并在国家记者俱乐部讲话。
1993年夏天，反对党强烈批评扎斯莱和他的政府没有采取足够的措施防止经济恶化，他们持续要求他辞职。在此期间，反对党联合成立了蒙古民主联盟。在1996年7月的议会选举中，蒙古民主联盟胜利，迎来了自1921年之后第一个非蒙古人民革命党的政府。 门德赛汗·恩赫赛汗随后被任命为总理。扎斯莱一直在国家大呼拉尔拥有议席，直到2004年。
2007年10月25日，扎斯莱在乌兰巴托逝世，享年73岁。